# Monte Larsen
El monte Larsen, con 710 m s. n. m., es la mayor elevación de la isla Thule/Morrell del grupo Tule del Sur en las islas Sandwich del Sur. En su cumbre existe una caldera volcánica de 1,5 por 2 km.

## Historia
El monte fue cartografiado en 1930 por personal del RRS Discovery II, que lo nombró en homenaje al capitán ballenero y explorador antártico Carl Anton Larsen, fundador de la Compañía Argentina de Pesca.
En la zona de unión entre el monte y la península Corbeta Uruguay se encuentra el Refugio Teniente Esquivel instalado en 1955 por la Argentina.
En junio de 1982 durante la invasión británica a las Sandwich del Sur, que desalojó y destruyó la base Corbeta Uruguay, el buque británico HMS Endurance y la fragata británica HMS Yarmouth, fondearon el día 19 en la costa oeste de la isla a los pies del monte Larsen. Un equipo de Royal Marines fue desembarcado en la isla secretamente para observar las actividades argentinas desde la ladera del monte Larsen. Las duras condiciones en la isla con temperatura de menos de 20 °C y un viento de 60 kilómetros por hora, causaban una sensación térmica de 52 °C bajo cero. El grupo de marines fue rescatado al día siguiente, luego de estar afectados por las bajas temperaturas. Antes del mediodía del 20 de junio, se inició el ataque programado sobre la roca Twitcher, al mismo tiempo que se emitió un mensaje a la base argentina intimando a la rendición. También en la ladera sur del monte Larsen, se estacionó un helicóptero con un grupo spotter para iniciar el fuego artillero. Pasadas las 12:20, el jefe de la base argentina presentó la rendición de su guarnición.
Como el resto de las Sandwich del Sur, la isla nunca estuvo habitada de forma permanente por humanos, aunque es una de las pocas islas del archipiélago de las Sandwich del Sur que estuvo ocupada un tiempo por personas, siendo éstos argentinos. En la actualidad es administrada por el Reino Unido que la hace parte del territorio británico de ultramar de las Islas Georgias del Sur y Sandwich del Sur, mientras que es reivindicada por la República Argentina, que la hace parte del departamento Islas del Atlántico Sur dentro de la provincia de Tierra del Fuego, Antártida e Islas del Atlántico Sur.